# レブマン氷河

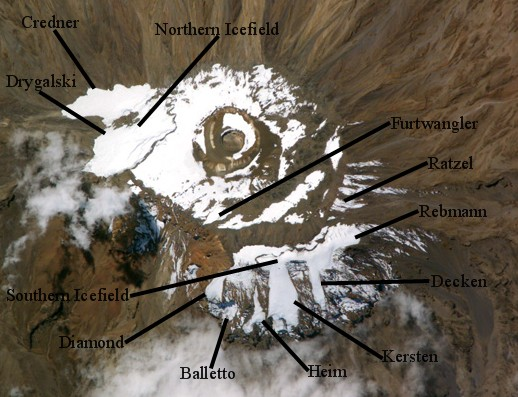
2004年、NASAによる航空写真。キリマンジャロの主要な氷河の位置が記されている。説明がない箇所は小さな氷河か雪原である。

レブマン氷河（レブマンひょうが、英: Rebmann Glacier）はタンザニア北部のキリマンジャロにある氷河。キリマンジャロの南東面にある。氷河の名称は、これを1848年に発見したドイツ人の宣教師・探検家のヨハネス・レブマン（Johannes Rebmann）にちなんでいる。キリマンジャロの頂部を覆っていたアイスキャップの残部であり、20世紀以降、大きさの縮小が続いている。1912年から2000年の間に82％の氷河が消失した。